# Malbon River
Der Malbon River ist ein Fluss im Westen des australischen Bundesstaates Queensland.

## Geografie

### Flusslauf
Der Fluss entspringt am Lookput Peak, etwa 55 Kilometer südöstlich von Mount Isa und rund 90 Kilometer südwestlich von Cloncurry. Er fließt zunächst nach Osten bis zur Kleinstadt Malbon und mündet ungefähr fünf Kilometer weiter östlich in den Cloncurry River.

### Nebenflüsse mit Mündungshöhen
Der Fluss hat folgende Nebenflüsse:
- Pinnacle Creek – 308 m
- Broughton Creek – 305 m
- Rocky Creek – 291 m
- Windmill Creek – 286 m
- Bridgewater Creek – 283 m
- Camp Oven Creek – 282 m
- Slaty Creek – 273 m
- Brown Gully – 272 m
- Gum Creek – 263 m